# Trujillanos
Trujillanos ist eine Gemeinde (municipio) mit 1.382 Einwohnern (Stand: 2024) in der spanischen Provinz Badajoz in der Autonomen Gemeinschaft Extremadura. 

## Lage
Trujillanos liegt etwa acht Kilometer ostnordöstlich von Mérida in einer Höhe von 260 m. Durch die Gemeinde führt die Autovía A-5.

## Demografie
| Einwohnerzahl (1900–2021)                 | Einwohnerzahl (1900–2021) | Einwohnerzahl (1900–2021) | Einwohnerzahl (1900–2021) | Einwohnerzahl (1900–2021) | Einwohnerzahl (1900–2021) | Einwohnerzahl (1900–2021) | Einwohnerzahl (1900–2021) | Einwohnerzahl (1900–2021) | Einwohnerzahl (1900–2021) | Einwohnerzahl (1900–2021) | Einwohnerzahl (1900–2021) | Einwohnerzahl (1900–2021) |
| ----------------------------------------- | ------------------------- | ------------------------- | ------------------------- | ------------------------- | ------------------------- | ------------------------- | ------------------------- | ------------------------- | ------------------------- | ------------------------- | ------------------------- | ------------------------- |
| 1900                                      | 1910                      | 1920                      | 1930                      | 1940                      | 1950                      | 1960                      | 1970                      | 1981                      | 1991                      | 2001                      | 2011                      | 2021                      |
| 2973                                      | 3321                      | 3286                      | 3358                      | 3469                      | 3730                      | 3363                      | 2645                      | 1735                      | 1362                      | 1211                      | 1356                      | 1410                      |
| Quelle: Instituto Nacional de Estadística |                           |                           |                           |                           |                           |                           |                           |                           |                           |                           |                           |                           |

## Sehenswürdigkeiten
- Kirche der Heiligen Dreifaltigkeit (Iglesia de la Santísima Trinidad)
- Isidorkapelle
- Rathaus

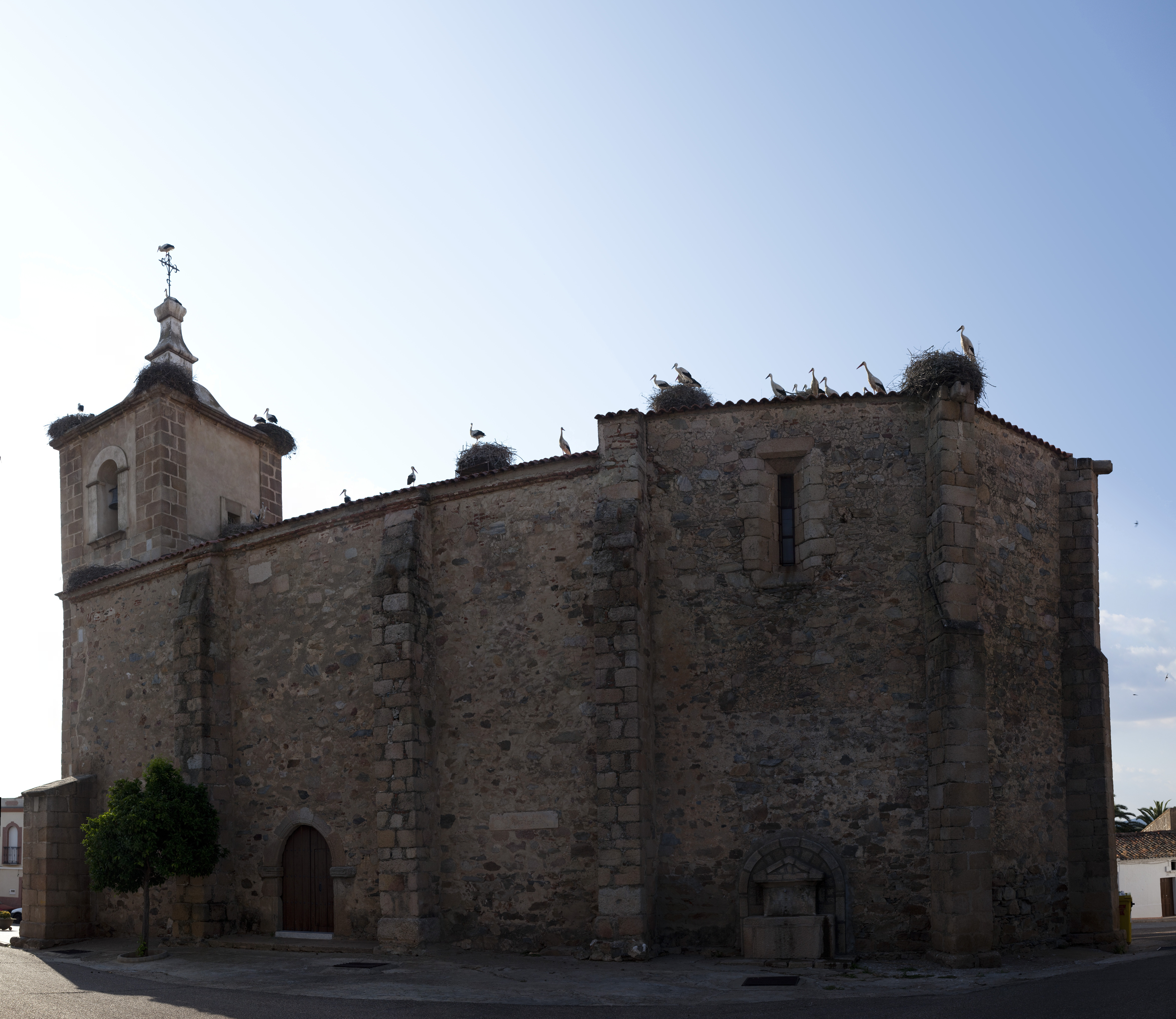
Kirche der Heiligen Dreifaltigkeit